# Cot Tapeueng
Cot Tapeueng är en kulle i Indonesien.   Den ligger i provinsen Aceh, i den västra delen av landet, 1 800 km nordväst om huvudstaden Jakarta. Toppen på Cot Tapeueng är 168 meter över havet.
Terrängen runt Cot Tapeueng är platt åt nordost, men åt sydväst är den kuperad.Runt Cot Tapeueng är det ganska glesbefolkat, med 47 invånare per kvadratkilometer. Omgivningarna runt Cot Tapeueng är en mosaik av jordbruksmark och naturlig växtlighet.